# Paraliparis latifrons
Paraliparis latifrons és una espècie de peix pertanyent a la família dels lipàrids.

## Descripció
- El mascle fa 14,5 cm de llargària màxima i la femella 8,9.[5][6]

## Hàbitat
És un peix marí i batidemersal que viu entre 2.030 i 3.279 m de fondària.

## Distribució geogràfica
Es troba al Pacífic nord: des de la Colúmbia Britànica i Oregon fins a Panamà.

## Observacions
És inofensiu per als humans.